# Zona de fratura de Jan Mayen

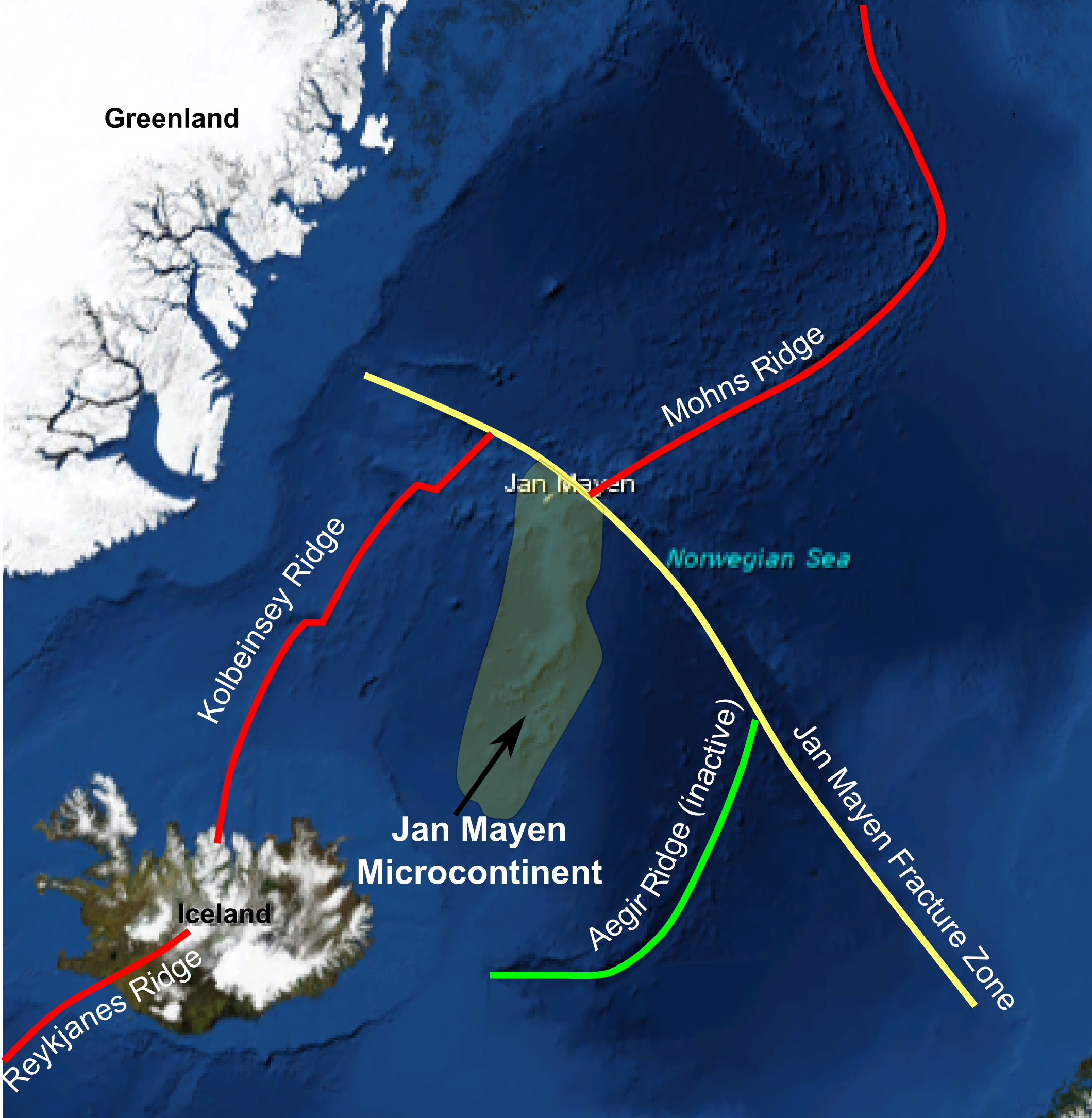
Carta esquemática da dorsal Mesoatlântica ao norte da Islândia, com a zona de fratura de Jan Mayen assinalada a amarelo.

A zona de fratura de Jan Mayen é uma região de falhas transformantes, com cerca de 1 100 km de comprimento, que cruza o troço da dorsal Mesoatlântica situadao a norte da Islândia, marcando a transição entre a dorsal de Kolbeinsey e a  dorsal de Mohn.

## Descrição
A zona de fratura de Jan Mayen faz parte da dorsal média do Atlântico, sendo formada por um complexo conjunto de falhas transformantes, de orientação sueste-noroeste e quase perpendiculares à orientação geral da dorsal naquela região. Situa-se na fronteira entre o Oceano Atlântico setentrional e o Oceano Glacial Ártico meridional. A dorsal inclui a região em torno da ilha Jan Mayen e marca o limite norte da microplaca de Jan Mayen, que se encontra deslocada para leste pela expansão crustal na zona.